# KVM-перемикач

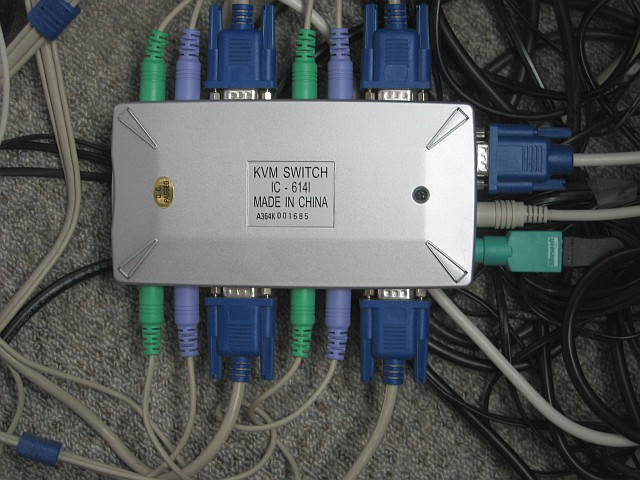
Електронний KVM-перемикач на 4 прилади

KVM-перемика́ч (скорочення від англ. keyboard video mouse — клавіатура, відео, миша) — прилад, призначений для комутації одного комплекту приладів вводу-виводу між кількома комп'ютерами.
Спочатку KVM-перемикачі, відповідно до назви, забезпечували перемикання сигналу монітору, клавіатури та миші, але надалі з'явились KVM-перемикачі з підтримкою перемикання звуку та USB.
Окрім безпосереднього перемикання сигналу, KVM-перемикач також повинен емулювати присутність пристрою на відімкнених портах, щоб у відімкнених машинах не виникало помилок, пов'язаних з їх опитуванням. Ця функція працює завдяки наявності загальних стандартів на протоколи обміну по шинах D-SUB, PS/2 та USB.

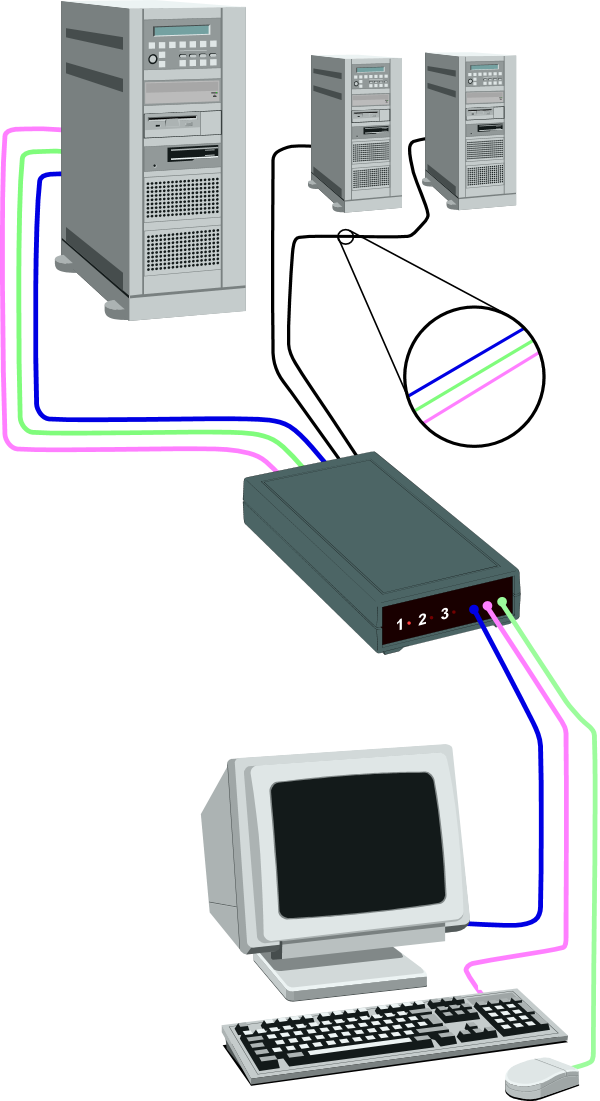
Схема підімкнення кількох комп'ютерів до одного робочого місця за допомогою KVM-перемикача